# 2212 Hephaistos
A 2212 Hephaistos (ideiglenes jelöléssel 1978 SB) egy földközeli kisbolygó. Ljudmila Csernih fedezte fel 1978. szeptember 27-én.